# Scuola germanica di Milano
La Scuola germanica di Milano (Deutsche Schule Mailand) è una scuola internazionale tedesca eccellente all'estero (Exzellente Deutsche Auslandsschule), situata a Milano.

## Profilo
È una delle tre scuole tedesche in Italia, le altre si trovano a Roma e Genova. L'insegnamento avviene tanto in tedesco che in italiano. Segue i programmi scolastici tedeschi dall'asilo al liceo, fino alla doppia maturità tedesca e scientifica italiana.

## Storia
Fondata nel 1886, inizialmente allo scopo di istruire i figli dei lavoratori tedeschi residenti nel nord Italia, cambiò ripetutamente sede e dal 1957 si trova in via Legnano. Ben presto vi furono ammessi anche alunni di famiglie italiane.
Negli anni settanta il governo italiano e quello tedesco concordarono un piano di studi che integrasse al programma esistente quanto necessario per poter essere riconosciuto al pari di un liceo scientifico e dar così accesso anche alle università italiane.

## Lingue
- tedesco
- italiano
- inglese dalla 4ª elementare
- latino o francese dal 7˚ anno
- francese facoltativo dall'11˚ anno